# 神秘約會
《神秘約會》（英語：Desperately Seeking Susan）是一部1985年的美國喜劇電影，由蘇珊·賽德曼執導，羅珊娜·艾奎特和瑪丹娜主演。劇情發生在紐約市，過著無趣生活的家庭主婦與放蕩不羈的浪女，兩個迥然不同的女人，透過報紙交友欄開始一段奇妙的聯繫。
該片作為瑪丹娜的大銀幕處女秀，同時也為許多新秀演員打開知名度，如約翰·特托羅、蘿莉·麥卡佛和艾丹·奎因等人。《神秘約會》在美國以 2730 萬美元的收入成為年度票房第五名，獲得商業成功與多數正面評價。《紐約時報》將其評為1985年十大優秀電影之一。